# Rhopalocarpus binervius
Rhopalocarpus binervius là một loài thực vật có hoa trong họ Sphaerosepalaceae. Loài này được Capuron miêu tả khoa học đầu tiên năm 1962.